# 福岡県道60号飯塚大野城線
福岡県道60号飯塚大野城線（ふくおかけんどう60ごう いいづかおおのじょうせん）は、福岡県飯塚市から大野城市に至る県道（主要地方道）である。

## 概要
飯塚市飯塚から大野城市御笠川4丁目に至る。
飯塚市中心部の飯塚橋北交差点を起点に、飯塚市の中西部、糟屋郡須恵町の東部から南部、糟屋郡宇美町の中央部（中心市街地より南側）、大野城市の北部を通り、国道3号交点の御笠川4丁目北交差点が終点となる。飯塚市と糟屋郡須恵町の境にあるショウケ越は冬期になると交通規制が生じやすい上、急カーブと急勾配が連続する。一方、起点の飯塚市中心部および終点の大野城市周辺では渋滞が多発する。終点の御笠川4丁目北交差点を直進すると福岡県道56号福岡早良大野城線に入り、同道を直進して福岡市南部や、糸島市方面へ行くことができる。
大野城市内の終点付近では北側にバイパスが存在する。大野城市乙金東から、福岡県道574号水城下臼井線交点の御笠川4丁目東交差点を経由し、福岡県道・大分県道112号福岡日田線交点の春町東交差点までの区間が供用されている。

### 路線データ
- 起点：福岡県飯塚市飯塚（飯塚橋北交差点、福岡県道473号瀬戸飯塚線交点）
- 終点：福岡県大野城市御笠川4丁目（御笠川4丁目北交差点、国道3号交点、福岡県道56号福岡早良大野城線終点）

## 歴史
- 1993年（平成5年）5月11日 - 建設省から、県道飯塚大野城線が飯塚大野城線として主要地方道に指定される[2]。
- 2019年（平成31年）3月29日 - 福岡県告示第279号により、大野城市の旧道の県道指定が解除される[3]。
- 2021年（令和3年）3月30日 - 福岡県告示第396号により、御笠川西側の旧道の県道指定の解除と、終点を短縮し、春町東交差点から御笠川4丁目北交差点に変更[4]。

## 路線状況

### 道路施設

#### 橋梁
- 津原橋（明星寺川、飯塚市）
- 舎利蔵橋（舎利蔵川、飯塚市）
- 宮前橋（飯塚市）
- 新佐谷橋（須恵川、糟屋郡須恵町）
- 花園橋（須恵川、糟屋郡須恵町）
- 新石原橋（須恵川、糟屋郡須恵町）
- 神武原橋（宇美川、糟屋郡宇美町）
- 炭焼大橋（内野川、糟屋郡宇美町）

## 地理

### 通過する自治体
- 飯塚市
- 糟屋郡須恵町
- 糟屋郡宇美町
- 大野城市

### 交差する道路
| 交差する道路                         | 市町村名 | 市町村名 | 交差する場所  | 交差する場所               |
| ------------------------------------ | -------- | -------- | ------------- | -------------------------- |
| 福岡県道473号瀬戸飯塚線              | 飯塚市   | 飯塚市   | 飯塚          | 飯塚橋北交差点 / 起点      |
| 福岡県道100号大日寺潤野飯塚線        | 飯塚市   | 飯塚市   | 東徳前        | 徳前大橋北交差点           |
| 国道200号                            | 飯塚市   | 飯塚市   | 弁分          | 弁分交差点                 |
| 国道201号 / 八木山バイパス           | 飯塚市   | 飯塚市   | 弁分          | [ 注釈 1 ]                 |
| 福岡県道478号飯塚穂波線              | 飯塚市   | 飯塚市   | 津原          |                            |
| 国道201号 / 八木山バイパス           | 飯塚市   | 飯塚市   | 高田          | 穂波西IC                   |
| 福岡県道445号高田天道停車場線        | 飯塚市   | 飯塚市   | 高田          | 高田口交差点               |
| 福岡県道90号穂波嘉穂線               | 飯塚市   | 飯塚市   | 高田          |                            |
| 国道201号 / 八木山バイパス           | 飯塚市   | 飯塚市   | 内住          | 筑穂IC                     |
| 福岡県道435号内住篠栗線              | 飯塚市   | 飯塚市   | 内住          |                            |
| 福岡県道91号志免須恵線               | 糟屋郡   | 須恵町   | 大字佐谷      |                            |
| 福岡県道60号飯塚大野城線 / 旧道      | 糟屋郡   | 須恵町   | 大字佐谷      | 三原交差点                 |
| 福岡県道35号筑紫野古賀線             | 糟屋郡   | 宇美町   | 桜原3丁目     | 上北川橋交差点             |
| 福岡県道35号筑紫野古賀線             | 糟屋郡   | 宇美町   | 障子岳南1丁目 | [ 注釈 4 ]                 |
| 福岡県道68号福岡太宰府線             | 糟屋郡   | 宇美町   | 宇美4丁目     | 宇美町役場入口交差点       |
| 福岡県道68号福岡太宰府線             | 糟屋郡   | 宇美町   | 貴船1丁目     | 四王寺坂入口交差点         |
| 福岡県道574号水城下臼井線            | 大野城市 | 大野城市 | 御笠川4丁目   | 御笠川4丁目東交差点        |
| 国道3号 福岡県道56号福岡早良大野城線 | 大野城市 | 大野城市 | 御笠川4丁目   | 御笠川4丁目北交差点 / 終点 |

### 交差する鉄道
- 篠栗線（福北ゆたか線）
- 香椎線[注釈 6]

### 沿線
- 飯塚市文化会館（飯塚コスモスコモン）
- 飯塚市立図書館
- 飯塚コミュニティセンター
- 飯塚市立穂波西中学校
- JR九州篠栗線（福北ゆたか線）
  - 筑前大分駅 - 九郎原駅
- 九州産業大学 九州産業野球グラウンド
- 宇美町立宇美東小学校
- 宇美八幡宮
- JR九州香椎線 宇美駅
- 宇美町役場
- 御笠川
- 大野城市立御笠の森小学校
- 福岡高速2号太宰府線 208 大野城出入口[注釈 7]

### 峠
- ショウケ越（飯塚市 - 糟屋郡須恵町）